# جيمس سيسيل بارك
جيمس سيسيل بارك (بالإنجليزية: James Cecil Parke)‏ مواليد 26 يوليو 1881 في مقاطعة موناغان، جزيرة أيرلندا - الوفاة 27 فبراير 1946 في خلنددنو، كنوي، كان لاعب كرة مضرب بريطاني بدأ مسيرته كمحترف سنة 1900 وكان يلعب باليد اليمنى، اعتزل اللعب في 1925. كما أنه أحد أبطال الجراند سلام. أعلى تصنيف له في الفردي كان المركز الـ 3 في سنة 1912. سبق أن شارك في دورة الألعاب الأولمبية الصيفية.

## بطولات حققها
- بطولة ويمبلدون

## النهائيات

### الفردي: الألقاب 1
| الحصيلة | السنة | البطولة                       | الأرضية | المنافس      | النتيجة                 |
| ------- | ----- | ----------------------------- | ------- | ------------ | ----------------------- |
| الفوز   | 1912  | بطولة أستراليا المفتوحة للتنس | عشبية   | ألفريد بيميش | 3–6, 6–3, 1–6, 6–1, 7–5 |

## روابط خارجية
- جيمس سيسيل بارك عل موقع إسبنسكروم (الإنجليزية)
- جيمس سيسيل بارك على موقع رابطة محترفي التنس (الإنجليزية)
- جيمس سيسيل بارك على موقع الاتحاد الدولي لكرة المضرب (الإنجليزية)
- جيمس سيسيل بارك على موقع كأس ديفيز (الإنجليزية)
- جيمس سيسيل بارك على موقع خلاصة التنس.كوم (الإنجليزية)
- جيمس سيسيل بارك على موقع أوليمبيديا (الإنجليزية)